# Confederazione dell'Equatore
La Confederazione dell'Equatore (lingua portoghese: Confederação do Equador) fu uno stato creato nella regione nord-orientale del Brasile durante il movimento rivoluzionario attuato per l'indipendenza della nazione dal Portogallo. Il movimento secessionista era condotto dai proprietari terrieri che si erano opposti alle riforme dell'Imperatore Pedro I. Gli stati di Pernambuco e Ceará furono i primi delle cinque provincie del nord-est a separarsi.
La confederazione cessò di esistere dopo che venne fermata dalle forze brasiliane comandate da Thomas Cochrane.

## Radici del conflitto
La ribellione nel nord-est era stata preceduta da un tumulto simile accaduto in Pernambuco solo cinque anni prima.
La causa principale del conflitto fu la dissoluzione della assemblea costituente, che Pedro I riteneva danneggiasse la sua libertà di governare la nazione. I membri dell'assemblea, i suoi consiglieri, José Bonifácio de Andrada e Silva e i suoi fratelli avevano scritto un prototipo per la costituzione che avrebbe limitato i poteri del monarca, in modo simile al presidente degli Stati Uniti. Essi volevano che l'Imperatore accettasse la proposta senza discussione, cosa che Pedro si rifiutò di fare. Le truppe militari circondarono l'assemblea mentre il monarca ordinò che venisse sciolta. Pedro creò una costituzione basata sul modello di quella del Portogallo (1822) e della Francia (1814). Specificò le elezioni indirette e creò i tre tipi di governo, aggiungendone un quarto, il potere moderatore, da essere messo nelle mani dell'Imperatore. Il potere moderatore diede al monarca l'autorità di chiamare i senatori e i giudici con la possibilità di eliminare situazioni di stallo e di sciogliere parlamenti e gabinetti. Aveva anche il potere di creare trattati e ratificarli. La costituzione di Pedro I era più liberale rispetto a quella dell'assemblea nella sua tolleranza religiosa e nella definizione dei diritti di proprietà individuali, ma lo era meno nella concentrazione del potere nelle mani dell'Imperatore.
Prima dell'indipendenza, il nord del Brasile era stato parte del viceregno del Grão-Pará. Pedro I combinò questa entità con il viceregno del Brasile a sud creando lo stato imperiale. Storicamente il nord era più restio a secedersi dal Portogallo e aveva combattuto diverse volte cercando di restare unito al regno iberico, prima di essere sconfitto e annesso. La Confederazione fu un'altra manifestazione popolare atta a questo scopo.
La secessione dal Portogallo e la soppressione del nord vennero aiutate dall'Impero britannico in forma militare, ponendo per esempio Thomas Cochrane a capo delle milizie in prestito a Pedro I.

## La rivolta
Si crede che le azioni succitate di Don Pedro abbiano contribuito alla formazione del movimento rivoluzionario. I partecipanti, chiamati "patrioti pernambucani" non erano d'accordo sulle azioni attuate dall'Imperatore, e le consideravano oltremodo autoritarie. Il movimento guadagnò slancio confrontando l'autorità centrale e si diffuse fino a Recife attraendo anche dei forestieri.
La rivolta, conosciuta con il nome di "rivolta Anti-Lusitana" ebbe il suo capo in Manuel de Carvalho, che aveva già partecipato nel 1817 alla rivoluzione pernambucana. Il 2 giugno 1824, Carvalho proclamò la Confederazione, con il proposito di unificare tutte le provincie da Bahia alla regione del Grão-Pará.
Pedro I mandò le truppe nella regione nord-est per fermare la ribellione, con tre provincie che si arresero nel settembre dello stesso anno. Lo stato di Ceará riuscì a resistere fino a novembre, con l'ultimo posto di resistenza situato nel Sertão.
Molti ribelli vennero condannati a morte dal tribunale militare. Una delle esecuzioni più note fu quella di Frei Caneca, un intellettuale e un mentore religioso che aveva sostenuto la causa della Confederazione. Alcuni soldati si rifiutarono di sparare per ucciderlo. Dopo essere riuscito a scappare, venne giustiziato nel 1825.

## Bandiera della confederazione

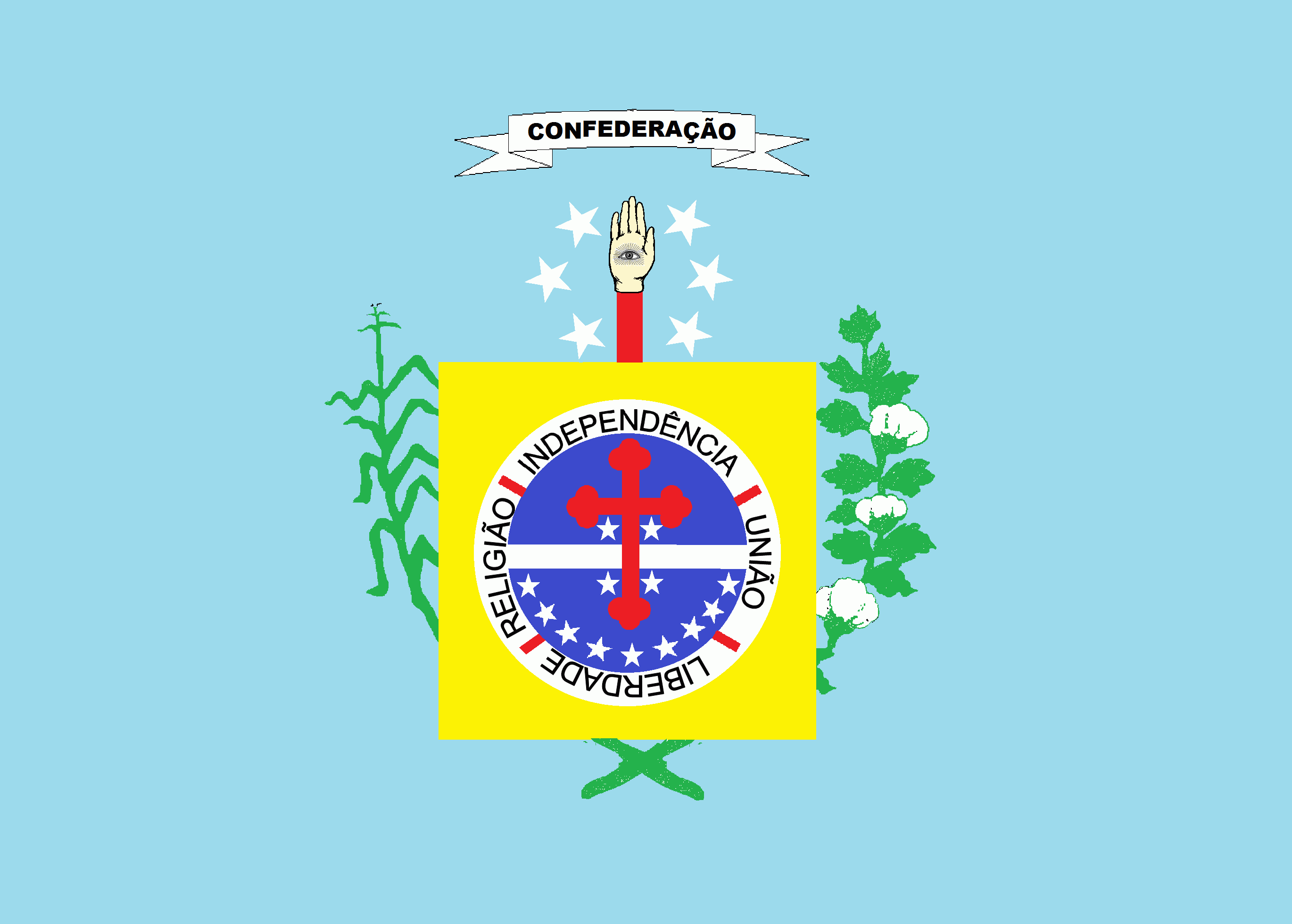
Bandiera della Confederazione dell'Equatore.

La bandiera era disegnata come un rettangolo azzurro con lo stemma della repubblica separatista. Lo stemma consisteva di uno "scudo" squadrato e giallo circondato da canne da zucchero e cotone. Sul quadrato vi era un cerchio bianco con le parole "Religião, Independência, União, Liberdade" (religione, indipendenza, unione, libertà)  separate da un fascio di canne, probabilmente le canne del littore dei fasci romani. Il centro del cerchio bianco aveva un cerchio blu più piccolo diviso da una striscia bianca orizzontale, e una croce rossa. Sulla cima della bandiera vi era un simbolo bianco con la scritta Confederação (confederazione).